# William Gilles Whittaker
William Gilles Whittaker   (Newcastle upon Tyne, 23 de juliol de 1876 - 5 de juliol de 1944) fou un compositor, pedagog, director d'orquestra, musicòleg, estudiós Bach, editor i escriptor anglès. Va passar la seva vida promovent la música. En la Universitat de Durham, on abans va estudiar i després hi va ensenyar, el va anomenar un dels "músics més influents de la Gran Bretanya durant la primera meitat del segle XX". Autodidacte, va ser un prodigiós creador de "Gebrauchsmusik".

## Vida primerenca i educació a Newcastle

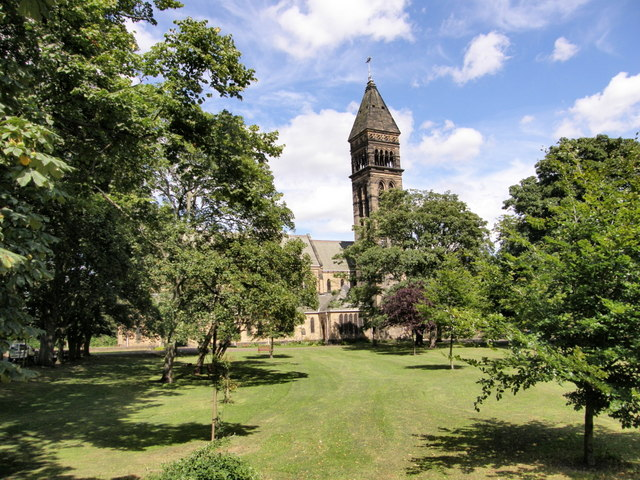
St. George's Church i Green a Jesmond, on Whittaker tocava l'orgue com a col·legial

Whittaker va néixer en una família metodista al districte de Shieldfield, a Newcastle upon Tyne. El seu pare, John Whittaker, fill il·legítim de la filla d'un treballador de la granja, venia de Little Corby a Cumberland. La seva mare, Ellen Gillies, era orfe d'una família molt respectada a Hexham, a Northumberland. Des de ben jove, Whittaker va mostrar interès per la música: va aprendre a tocar la flauta, i el seu pare li va comprar un flautí; i va exercir com a organista de l'escola a l'Església presbiteriana de St George a Jesmond. El seu pare el va animar a seguir una carrera en ciències, la qual cosa va fer que Whittaker estudiés inicialment les matemàtiques –sense gran èxit– a l'"Armstrong College", aleshores part de la Universitat de Durham (més tard va formar el nucli de l'actual Universitat de Newcastle upon-Tyne). Posteriorment, va reprendre les lliçons d'orgue i cant, obtenint qualificacions d'interpretació i docència del Consell Associat de les Reials Escoles de Música; i, a partir de 1898, va iniciar estudis en musicologia a la Universitat de Durham. Després de graduar-se va continuar al Armstrong College; va tenir successives cites com a instructor, professor i lector de música; i es va iniciar un doctorat el 1902, presentant una tesi el 1909, tot i que va haver d'esperar fins al 1921 per obtenir el títol. També va treballar com a mestre de música en dues de les principals escoles de noies de Newcastle, ensenyant cant a la "Central Newcastle High School" de Jesmond i la "Rutherford Girls 'School" a Rye Hill (que es va obrir el 1907 en antics edificis de la "Royal Grammar School"). El 1903 Whittaker es va casar amb Clara Watkins, una aficionada a la música de Gateshead i la filla d'un armador de South Shields. Junts van tenir dues filles, Clarrie i Mary, criades com a vegetarians estrictes amb un règim igualment estricte de pràctica instrumental pre-esmorzar al violoncel i al violí.

## El treball de cor a Tyneside

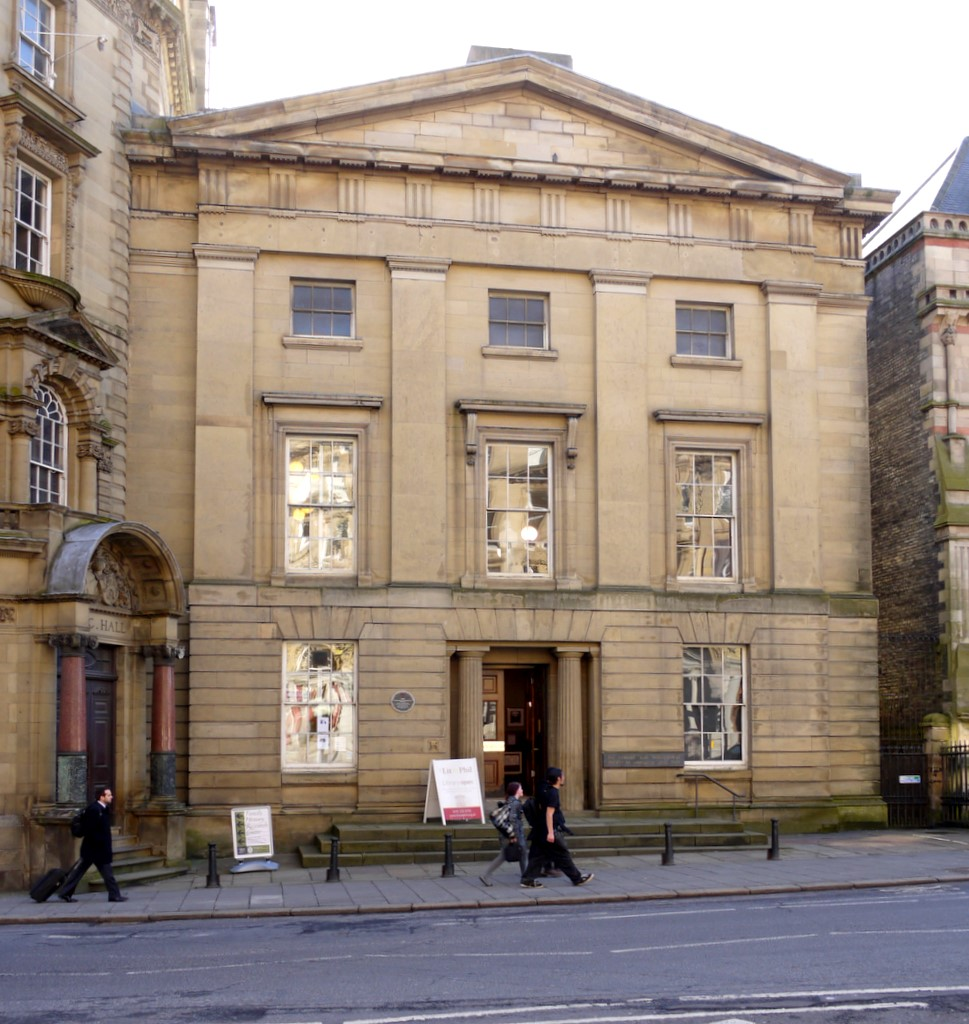
La Societat literària i filosòfica al centre de Newcastle, on Whittaker assistia freqüentment i impartí conferències

Whittaker va dirigir diversos cors a Tyneside, treballant amb la "Newcastle Choral Union, Newcastle Bach Choir", la "Whitley Bay Choral Society", la "Tynemouth Choral Society" i la "Gateshead Choral Union". Amb aquests conjunts, va obtenir excel·lents resultats. També va conèixer molts compositors de l'època, amb Gustav Holst entre els seus amics; i va conèixer a Maurice Ravel en una visita a Newcastle, durant la qual Ravel va acompanyar el seu recent cicle de cançons Histoires Naturelles i va assistir a un assaig del seu propi quartet de corda. El mentor de Whittaker, Charles Sanford Terry, que es trobava a la Universitat de Durham abans d'assumir un lloc a la Universitat d'Aberdeen, va animar l'entusiasme de Whittaker per J.S Bach, particularment per la seva música coral. Whittaker va interpretar totes les cantates de Bach durant la seva carrera. Va fundar el "Newcastle Bach Choir" el 1915, amb seu a la catedral de Newcastle. Un dels membres del cor, Basil Bunting, va recordar que "no només va ser après, sinó que també va mostrar un gran sentit de la música i de l'art en general". Amb el cor de "Newcastle Bach", va fer una gira de concerts a Londres i va participar en un festival de tres dies el 1922. Va realitzar la primera versió completa del Gran Servei Anglès de William Byrd a Newcastle upon Tyne, i la va tornar a interpretar a l'església de Santa Margarida a Westminster el 1924. Des de 1925, va servir en tres comitès musicals d'assessorament de la BBC.

## Cita a Glasgow
El 1929, trobant oportunitats musicals al nord-est d'Anglaterra massa restrictives, Whittaker es va traslladar a Glasgow, on va ocupar una posició conjunta recentment creada com a director de l'Acadèmia Nacional Escocesa de Música (RSAMD) (1929-1941) i professor de Gardiner. Música a la Universitat de Glasgow (1929-1941). En realitzar la mudança, Whittaker va deixar la seva dona Clara, que posteriorment es va traslladar a Londres per unir-se a la seva filla Mary. El propi Whittaker va estar acompanyat al nord de la frontera per la seva antiga alumna Annie Lawton, amb qui va instal·lar casa. Un cop instal·lat a Escòcia, va obtenir un títol honorífic per la Universitat de Glasgow i un doctorat honorífic per la Universitat d'Edimburg, on el seu amic Donald Tovey era professor de música. Tovey, membre de la junta directiva de l'Acadèmia, va escriure a Whittaker que esperava que el premi podria ser "de poc valor per reforçar la mà per a una tasca que no podreu executar sense superar alguna oposició". La tasca consistia en transformar el que abans havia estat l'"Athenaeum School" en una acadèmia musical similar als col·legis de Londres; però, malgrat les subvencions del benefactor local Daniel Macaulay Stevenson, no hi havia fons suficients per finançar beques musicals, atreure professors, construir una biblioteca i celebrar concerts. Whittaker va quedar decebut per la vida musical a Glasgow, que després va afirmar ser "encara més provinciana" que a Newcastle. Es va sentir frustrat que els seus intents de millorar els assumptes fossin contínuament oposats pels governants durant el seu mandat com a principal: es tractava d'una "lluita desoladora contra probabilitats impossibles".

## Llegat a Glasgow
Antiga església parroquial de Belmont, Great George Street, Hillhead, on Whittaker va dirigir el darrer concert de la Coral Bach Cantata al Great Service de Byrd i el motet de Bach "Sing you to the Lord" el 29 de març de 1941. Malgrat les dificultats que va trobar, Whittaker va trobar, no obstant això, un esperit afable i amic en el professor principal de pianoforte Philip Halstead, a qui va descriure com un "esplèndid músic complet"; Harold Thomson, un antic estudiant de l'Acadèmia, es va convertir en un amic proper. Assistit per ell i d'altres, va aconseguir establir un curs de Diploma de tres anys. De manera inesperada també va descobrir que el cor local "Glasgow Bach" havia interpretat molt poques de les cantates de Bach; Van acceptar voluntàriament formar part del nou cor de "Bach Cantata" de Whittaker que va actuar al "Stevenson Hall", la recentment construïda sala de concerts de l'Acadèmia. Com a resultat, Whittaker va poder adonar-se de la seva vella ambició de realitzar totes les cantates de Bach: va actuar un terç a Newcastle i els dos terços restants a Glasgow. Posteriorment va descriure les seves activitats amb el "Cor Bach Cantata" com el "goig principal" del seu període a Glasgow. Altres activitats a la sala de concerts van incloure la "Setmana de l'Òpera" per a òperes, oratoris i música incidental, incloses obres de Purcell, Handel, Bach, Gluck, Mozart i Schubert; alguns governants de l'Acadèmia van intentar, sense èxit, que les actuacions fossin "aturades", sent la seva preferència per Gilbert i Sullivan i Offenbach. Whittaker va aconseguir recaptar fons de la "Carnegie Foundation" per a una biblioteca, ara la "Whittaker Library" del Conservatori Reial d'Escòcia; i també va establir un museu d'instruments antics a l'Acadèmia i un arxiu de manuscrits musicals, ara la Col·lecció Whittaker, a la universitat.

## Jubilació i mort

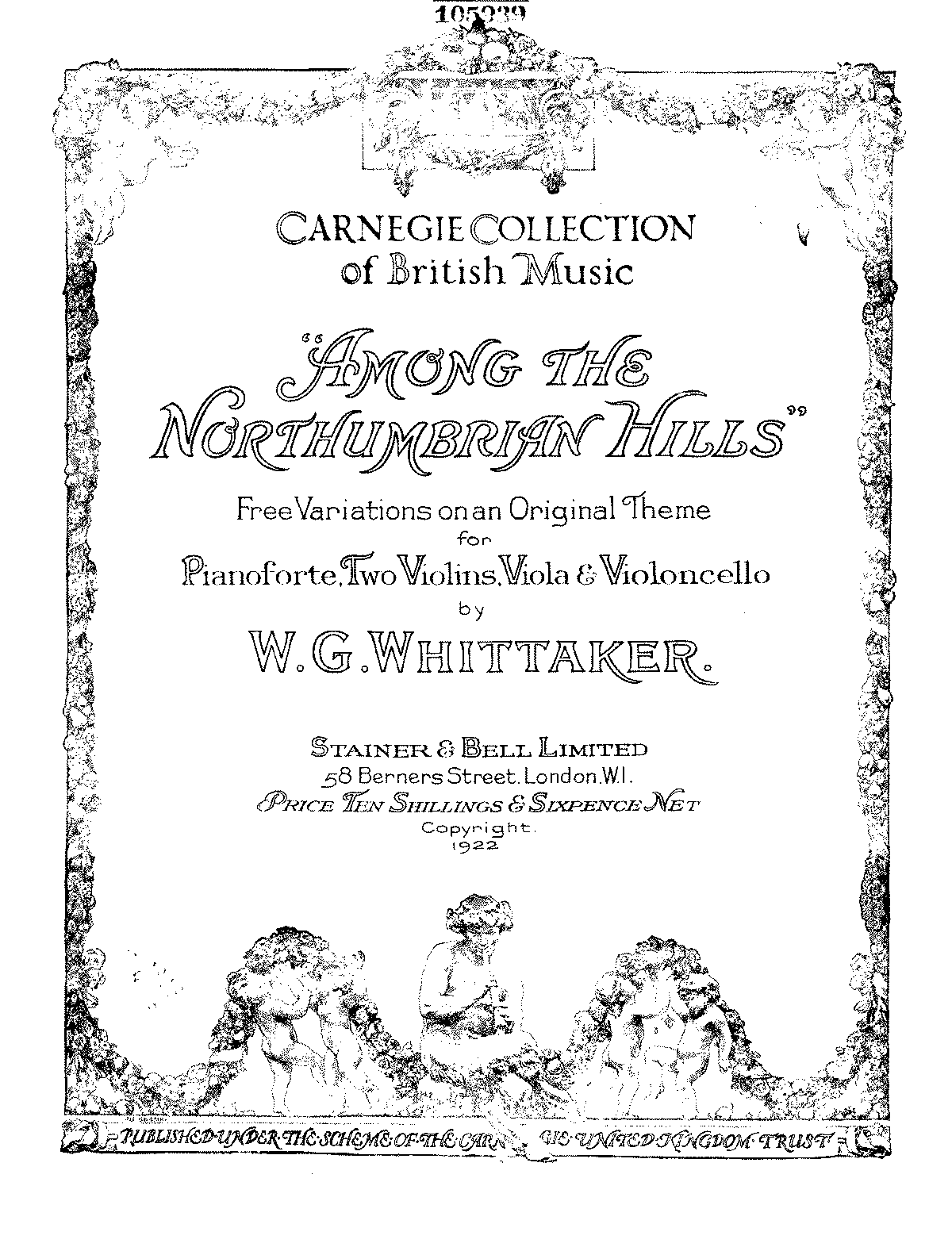
Northumbrian Hills Whittaker

Whittaker havia renunciat breument a l'Acadèmia el 1938, quan, en tornar d'un viatge a Suècia, va descobrir que els dirigents havien anul·lat algunes de les seves decisions durant la seva absència. Quan va es donaren conte que l'Acadèmia no podia funcionar sense problemes sense ell, va accedir a una sol·licitud del vicerector de la Universitat per tornar al seu càrrec. Quan es va retirar el 1941, va ser professor emèrit a la universitat. Malgrat la mala salut, va acceptar unir-se a ENSA, sota el lideratge de Walter Legge i Basil Dean, per ajudar en la realització d'esdeveniments de música clàssica en temps de guerra. Es tractava de donar conferències arreu del país, organitzar concerts, adjudicar concursos i preparar caixes de discos per a concerts. En un viatge per exercir de jutge en un festival de serveis a les illes Orkney el juliol de 1944, va morir per una insuficiència cardíaca en dormir. Al seu testament, va lliurar al "King's College" de Newcastle una còpia d'una escultura de bronze que Jacob Epstein havia fet d'ell el 1942.

## Publicacions
L'expertesa principal de Whittaker com a intèrpret i erudit es trobava a les cantates de J.S.Bach. El llibre de Whittaker sobre el tema va ser publicat pòstumament per l'"Oxford University Press" el 1959 en dos volums, que Harold Thompson va preparar per a la publicació a partir d'un esborrany mecanografiat. En una edició posterior de 1978, es va afegir un apèndix per corregir els detalls cronològics que només es van conèixer als anys cinquanta. Whittaker també va promocionar músics com Gustav Holst, Ralph Vaughan Williams, Claude Debussy, Erik Satie i Francis Poulenc. A més de la beca Bach, va actuar com a editor i editor de música dels segles XVII i XVIII.
Entre les seves obres destaquen:
- A Lyke-Wake Dirge per a cor i orquestra (1925),
- Among the Northumbrian Hills, variacions lliures sobre un tema original per a quartet de piano i corda (1922), totes dues publicades com a part de la col·lecció Carnegie de Música britànica.

Altres obres inclouen The Celestial Sphere per a cor i orquestra, i el Salm CXXXIX. També va tenir un fort interès per la música folk de la seva Tyneside i Northumberland natal, defensant els xicotets de Northumbrian; va publicar arranjaments de cançons populars, incloent versions corals de "Keel Row", "Bobby Shaftoe", "Blow the Wind Southerly" i "Water of Tyne".